# James Langley Dalton
James Langley Dalton, (Londen, 1833 - Port Elizabeth (Zuid-Afrika), 7 januari 1887) was een Brits militair uit de negentiende eeuw. Hij werd onderscheiden met het Victoria Cross.
James Langley Dalton was ong. 46 jaar oud toen hij waarnemend adjunct-commissaris bij het Commissariaat en Transport Departement (later Royal Army Service Corps) werd bij het Britse leger, tijdens de Zoeloe-oorlog. Dalton werd genomineerd voor het VC voor zijn actie op 22 en 23 januari 1879, bij de Slag bij Rorke's Drift, Natal, Zuid-Afrika.

## Biografie
James Langley Dalton werd geboren in Londen in 1833. Dalton begon zijn carrière bij het 85e Foot Regiment in november 1849. In 1862 ging hij over naar het Corps-commissariaat met de rang van korporaal en werd gepromoveerd tot sergeant in 1863, als klerk en staf-sergeant in 1867. Hij diende onder Sir Garnet Wolsley met de Rode Rivier Expeditie in Canada in 1870. Het jaar daarop verliet hij het leger, met een lange en goede staat van dienst.
In 1877 woonde hij in Zuid-Afrika en werd vrijwilliger voor de dienst als waarnemend adjunct-commissaris bij het Britse leger.
Dalton was oorspronkelijk niet vermeld op de lijst van ontvangers van het Victoria Cross. Uiteindelijk ontving hij het VC van generaal Hugh Cliffort tijdens een speciale parade in Fort Napier op 16 januari 1880.
Dalton reisde spoedig terug naar Zuid-Afrika. Hij nam daar aandelen in een goudmijn. Hij werd verwelkomt bij zijn oude vriend en ex-sergeant John Sherwood Williams, waar hij introk in het Governor Hotel in Port Elizabeth aan de Oost-Kaap, vlak voor Kerstmis van 1886. Dalton stierf plotseling in de nacht van 7 januari 1887 in zijn bed op de leeftijd van 53 jaar.

## Het Victoria Cross
Dalton stelde mede voor om ter plaatse te blijven en hield actief toezicht op de verdedigingswerkzaamheden in Rorke's Drift. Hij was aanwezig bij de eerste aanvalsgolf van de Zoeloe's op de missiepost.
Hij redde het leven van een soldaat door een Zoeloekrijger te doden, alhoewel hijzelf gewond was.
James Langley Dalton ligt begraven op de Russell Road Rooms-Katholieke begraafplaats, met een gedenksteen. De Barracks in Haverfordwest, Pembrokeshire is genaamd met "The Dalton VC Centrum", naar hem vernoemd. Ook Daltonn Barracks, 
Abington, eerder het RAF Abington, draagt zijn naam. Zijn VC-medaille is te bezichtigen in het The Royal Corps Museum, Camberley, Surrey, Engeland.

## Militaire loopbaan
- Private: november 1849
- Corporal: 1862
- Sergeant: 1863
- Staff Sergeant: 1867
- Senior Warrant Officer: 1871
- Tijdelijk Commissary: 1877[2]
- Assistent Commissary:[2]
- Commissariat Officer: 1879[2]

## Decoraties
- Victoria Cross op 17 november 1879[3][4]
- Queen's South Africa Medal[3]
- Long Service and Conduct Medal[3]
- Dagorder “efficient conduct” in het Ibeka depot[5]